# Kinneret Shiryon
Kinneret Shiryon  ( הרב כנרת שריון de son nom hébreu) est la première femme rabbin en  Israël,. Rabbi Shiryon fait partie du mouvement Judaïsme progressiste en Israël

## Biographie
Kinneret Shiryon est née en 1955 à New York aux États-Unis. Elle fait une licence en littérature américaine et un master en littérature hébraïque en 1977.

### Ordination
Après des études rabbinniques de 1977 à 1981, elle est ordonnée rabbin en 1981 par le Hebrew Union College-Jewish Institute of Religion à New York.

### Vie rabbinique
Rabbi Shiryon travaille à la congrégation réformiste Kehillat Yozma, à Modiin dont elle a contribué à la fondation en 1997. Elle a également été présidente du Conseil des rabbins progressistes en Israël (MARAM) en 2002.
Dans les années 2000, Rabbi Shiryon dirige  des programmes de sensibilisation (University Student Outreach programs) au UAHC Département international de l'éducation à Jérusalem. Elle s'implique dans des initiatives visant à encourager les jeunes juifs américains et canadiens à faire leur Aliya,.

### Vie personnelle
Elle est mariée à Baruch Shiryon et mère de quatre enfants (Ayelet, Erez, Inbar et Amichaï)

### Distinction
En septembre 2006, Rabbi Siryon reçoit un doctorat honorifique en sciences religieuses du Jérusalem Hebrew Union College-Jewish Institute of Religion.